# Seggauberg

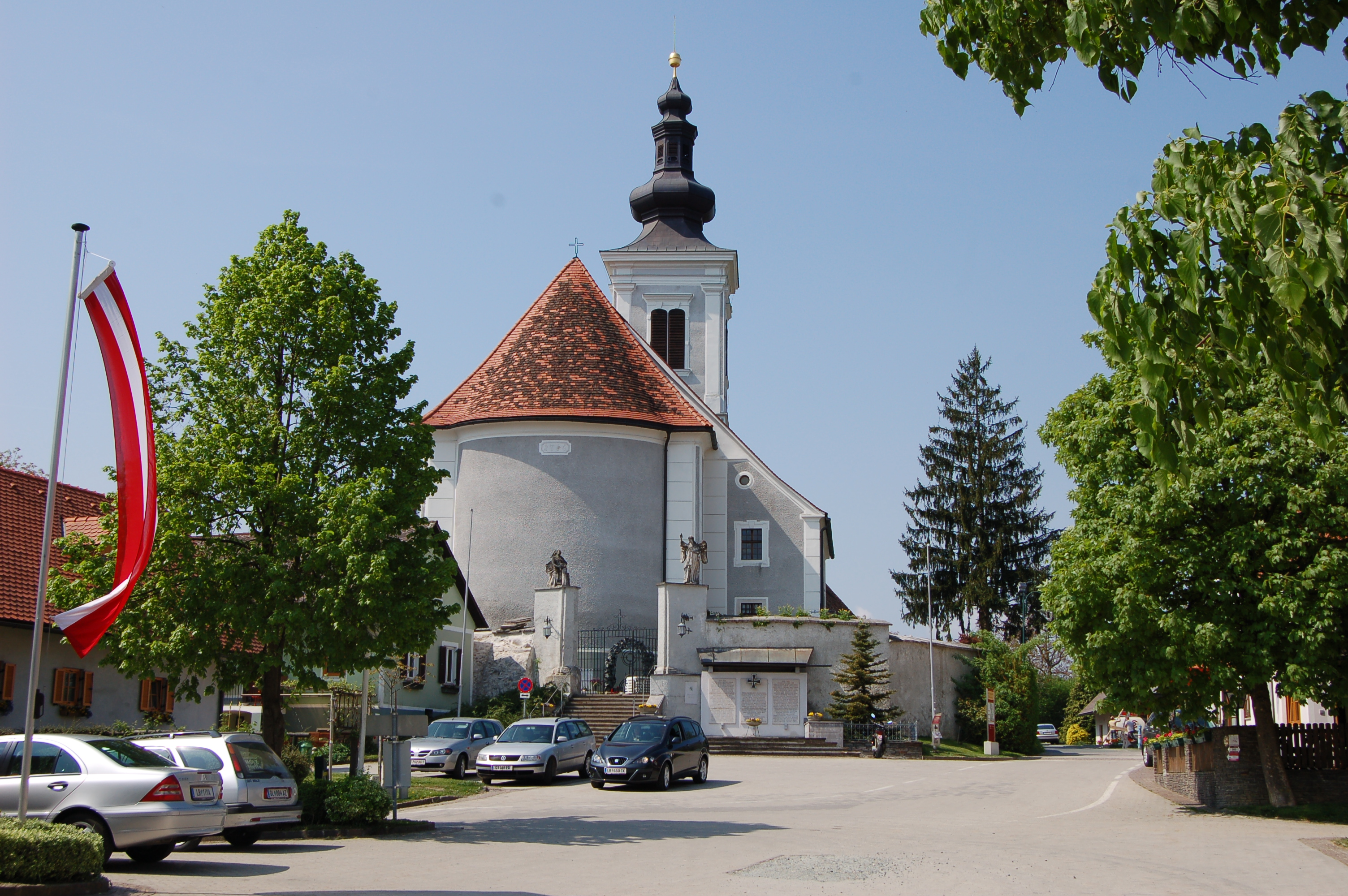
Hauptplatz von Seggauberg mit der Wallfahrtskirche am Frauenberg bei Leibnitz

Seggauberg ist eine ehemalige Gemeinde im Bezirk Leibnitz in Österreich in unmittelbarer Nähe zur Stadt Leibnitz. Sie hatte 951 Einwohner (Stand 1. Jänner 2014) und eine Fläche von 11,04 km² (2015). Die Seehöhe wird mit 300 bis 360 Metern angegeben. Im Rahmen der Gemeindestrukturreform in der Steiermark wurde Seggauberg mit 1. Jänner 2015 mit der Gemeinde Kaindorf an der Sulm in die Stadtgemeinde Leibnitz eingemeindet.
Grundlage dafür war das Steiermärkische Gemeindestrukturreformgesetz – StGsrG.
Eine Beschwerde, die von Seggauberg gegen die Zusammenlegung beim Verfassungsgerichtshof eingebracht wurde, war nicht erfolgreich.

## Geografie
Die ehemalige Gemeinde befindet sich rund 35 Kilometer südlich von Graz am Übergang vom Sulmtal zum Murtal.

### Gliederung
Die vier Ortschaften der Gemeinde waren (Einwohner Stand 1. Jänner 2024):
- Oberlupitscheni (129)
- Rettenbach (103)
- Schönegg (134)
- Seggauberg (545)

Die ehemalige Gemeinde bestand aus den vier Katastralgemeinden (Fläche Stand 31. Dezember 2023):
- Oberlupitscheni (273,23 ha)
- Rettenbach (60,5 ha)
- Schönegg (189,04 ha)
- Seggauberg (579,53 ha)

### Ehemalige Nachbargemeinden und -orte
|           | Kaindorf an der Sulm                        | Leibnitz |
| Heimschuh | Kompassrose, die auf Nachbargemeinden zeigt | Wagna    |
|           | Gamlitz                                     | Retznei  |

## Politik
Der mit 31. Dezember 2014 aufgelöste Gemeinderat bestand nach der Gemeinderatswahl 2010 aus 11 Mandataren der ÖVP, 3 Mandataren der SPÖ und 1 Mandatar der FPÖ.
Letzter Bürgermeister war bis zur Auflösung der Gemeinde Alois Adam (ÖVP).

## Wappen
Das Recht zur Führung des Gemeindewappens wurde der Gemeinde mit Wirkung vom 1. September 1975 verliehen.
Blasonierung:
„In silbernem Schild ein blauer Römertempel über einem grünen mit einer goldenen Lilie belegten Berg.“

## Archäologie
Auf dem Frauenberg bei Leibnitz befinden sich mehrere bedeutende archäologische Fundstellen. Neben zahlreichen Notgrabungen wurden an mehreren Stellen Forschungsgrabungen durchgeführt, die zum Teil spektakuläre Ergebnisse erbrachten. Ein römischer Kultbezirk auf der Kuppe des Berges wurde schon in den 1950er Jahren teilweise freigelegt. Der ausgegrabene kaiserzeitliche Tempel wurde als Tempel der Isis Noreia bezeichnet, eine Zuweisung, die aber mittlerweile als sehr unwahrscheinlich gilt. Später wurde das dem römischen Tempel benachbarte Areal näher untersucht und es stellte sich heraus, dass der Kult bereits in die späte Latèneperiode zurückgeht und ein erster römischer Tempel gallo-römischen Typs an dieser Stelle errichtet wurde. Aus dieser Periode wurden außerdem zwei Weiheinschriften für den keltischen Gott Latobius und eine für Mogetius gefunden.
Auf einer etwas niedriger gelegenen Terrasse, den Perl-/Stadläckern, befindet sich eine weitere Fundstelle, auf der sich ein Heiligtum befand, allerdings ein keltisches Heiligtum, bestehend aus einer großen annähernd quadratischen Grabenanlage, in der Knochen von geopferten Rindern, Trachtbestandteile und Waffen geopfert wurden. Dieses Heiligtum, das vielleicht mit dem Wirken der Druiden verbunden werden kann, wurde in der Römerzeit aufgelassen und nur der Kultbezirk auf der Kuppe blieb bestehen. In der Spätantike befand sich ein ausgedehntes Gräberfeld in diesem Bereich und in dieser Epoche wurde der Berg auch wieder zur Rückzugssiedlung der Bevölkerung Flavia Solvas. Nach den neuesten Grabungen auf dem Tempelplateau wird dort auch eine frühchristliche Kirche vermutet. Darauf lassen die Grundmauern eines in den 1950er Jahren zum Teil freigelegten Baptisteriums sowie Funde der marmornen Innenausstattung schließen.

## Kultur und Sehenswürdigkeiten

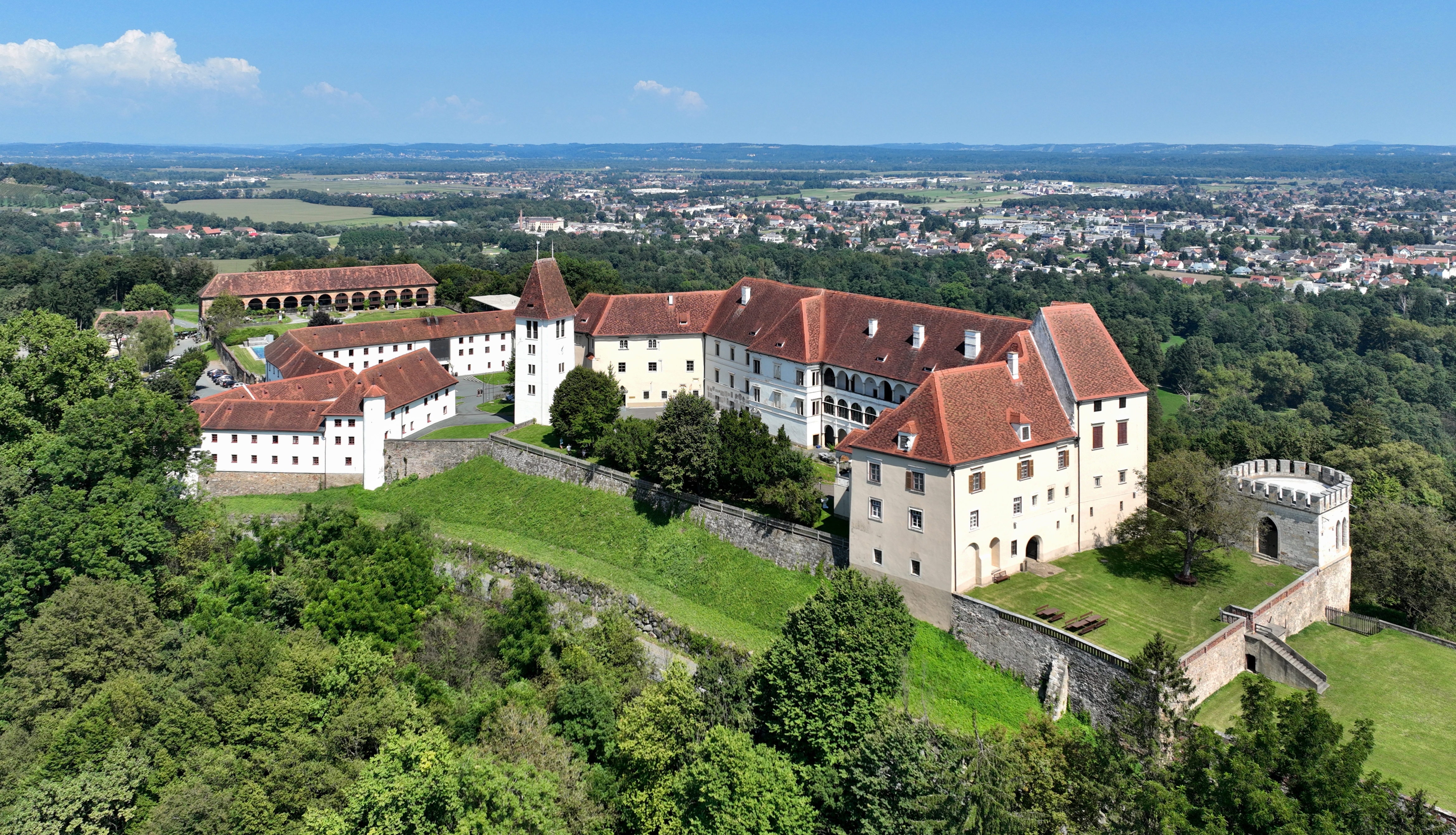
Schloss Seggau

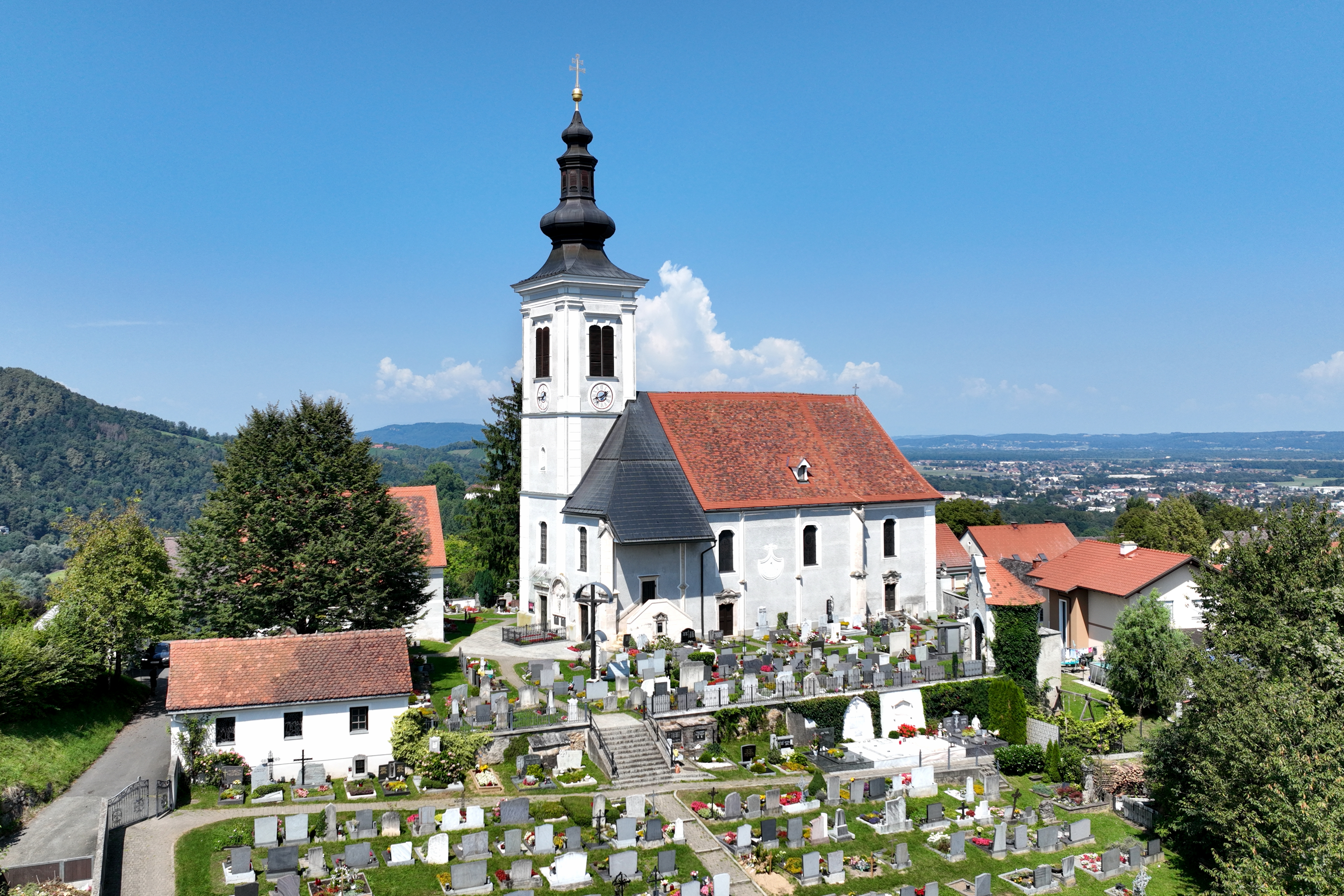
Wallfahrtskirche Frauenberg

- Die barocke Filial- und Wallfahrtskirche am Frauenberg bei Leibnitz
- Im Jahre 1954 wurde das Tempelmuseum Frauenberg eröffnet, in dem archäologische Exponate aus der Umgebung ausgestellt werden.
- Eine weitere Sehenswürdigkeit der Gemeinde ist das Schloss Seggau. Dieses wird auch als Tagungszentrum genutzt und war Teil der steirischen Landesausstellung Die Römer. Im Innenhof des Schlosses befindet sich ein Lapidarium mit eingemauerten römischen Grabsteinen, den sogenannten „Römersteinen“.

## Persönlichkeiten

### Ehrenbürger
- 1976: Franz Wegart (1918–2009), Landeshauptmann-Stellvertreter
- Johann Weber (1927–2020), Bischof der Diözese Graz-Seckau 1969–2001